# Elezioni presidenziali in Bulgaria del 1992
Le elezioni presidenziali in Bulgaria del 1992 si tennero il 12 gennaio (primo turno) e il 19 gennaio (secondo turno).

## Risultati
| Candidati            | Partiti                                                 | I turno   | I turno | II turno  | II turno |
| Candidati            | Partiti                                                 | Voti      | %       | Voti      | %        |
| -------------------- | ------------------------------------------------------- | --------- | ------- | --------- | -------- |
| Želju Želev          | Unione delle Forze Democratiche                         | 2 273 541 | 446,57  | 2 738 420 | 52,85    |
| Velko Valkanov       | Partito Socialista Bulgaro                              | 1 549 970 | 304,45  | 2 443 434 | 47,15    |
| George Ganchev       | Blocco dell'Impresa Bulgara                             | 854 108   | 167,76  |           |          |
| Blagovest Sendov     | Indipendente                                            | 113 897   | 22,37   |           |          |
| Slavomir Tsankov     | Unione delle Forze Democratiche e dei Movimenti "Era 3" | 50 247    | 9,87    |           |          |
| Dimităr Popov        | Partito Democratico Nazionale Bulgaro                   | 32 606    | 6,40    |           |          |
| Anton Donchev        | Voce per un Presidente Apartitico                       | 31 798    | 6,25    |           |          |
| Assen Mladenov       | Partito Comunista Bulgaro                               | 29 646    | 5,82    |           |          |
| Peter Gogov          | Democratici Indipendenti Bulgari                        | 21 302    | 4,18    |           |          |
| Ivan Georgiev        | Partito Radicale Nazionale Bulgaro                      | 19 495    | 3,83    |           |          |
| Sijka Georgieva      | Forum della Trasformazione Politica                     | 17 150    | 3,37    |           |          |
| Peter Manolov        | Movimento Democrazia senza Partiti                      | 14 023    | 2,75    |           |          |
| Kiril Borisov        | Partito Liberale Bulgaro                                | 11 227    | 2,21    |           |          |
| Nolo Deneuve         | Partito Democratico Bulgaro                             | 10 769    | 2,12    |           |          |
| Krum Krumov-Kumanovo | Fronte Nazionale per la Salvezza della Bulgaria         | 10 266    | 2,02    |           |          |
| Ivan Ivanov          | Unione Nazionale Nuova Democrazia di Bulgaria           | 10 099    | 1,98    |           |          |
| Stoyan Tsankov       | Partito Democratico Bulgaro                             | 9 888     | 1,94    |           |          |
| Dimitar Dimitrov     | Partito Democratico Libero di Bulgaria                  | 8 620     | 1,69    |           |          |
| Dimitar Markovski    | Partito per la Libera Cooperazione                      | 8 360     | 1,64    |           |          |
| Advino Kozhuharov    | Partito Operaio-Contadino di Bulgaria                   | 7 808     | 1,53    |           |          |
| Todor Pashaliyski    | Partito Democratico Cristiano di Bulgaria               | 6 307     | 1,24    |           |          |
| Totale               | Totale                                                  | 509 112   | 100     | 5 181 854 | 100      |

- Secondo i risultati ufficiali, i voti validi sono in totale 5.091.179 (primo turno) e 5.181.844 (secondo turno).